# Calendário mundial UCI
O Calendário mundial UCI ou classificação mundial UCI é um sistema de classificação prevista para os corredores em estrada. Junta 24 provas disputadas em 10 meses (de janeiro a outubro) em dois continentes. Teve início em 2009, em substituição da classificação ProTour. Em 2011, foi substituído pelo UCI World Tour.

## Barómetro
| Pos.              | Categoria 1 Tour de France | Categoria 2 Giro d'Italia Volta a Espanha | Categoria 3 Os monumentos do ciclismo Outras carreiras por etapas | Categoria 4 Outras carreiras de um dia |
| ----------------- | -------------------------- | ----------------------------------------- | ----------------------------------------------------------------- | -------------------------------------- |
| 1º                | 200                        | 170                                       | 100                                                               | 80                                     |
| 2                 | 150                        | 130                                       | 80                                                                | 60                                     |
| 3                 | 120                        | 100                                       | 70                                                                | 50                                     |
| 4                 | 110                        | 90                                        | 60                                                                | 40                                     |
| 5                 | 100                        | 80                                        | 50                                                                | 30                                     |
| 6                 | 90                         | 70                                        | 40                                                                | 22                                     |
| 7                 | 80                         | 60                                        | 30                                                                | 14                                     |
| 8                 | 70                         | 52                                        | 20                                                                | 10                                     |
| 9                 | 60                         | 44                                        | 10                                                                | 6                                      |
| 10                | 50                         | 38                                        | 4                                                                 | 2                                      |
| 11                | 40                         | 32                                        |                                                                   |                                        |
| 12                | 30                         | 26                                        |                                                                   |                                        |
| 13                | 24                         | 22                                        |                                                                   |                                        |
| 14                | 20                         | 18                                        |                                                                   |                                        |
| 15                | 16                         | 14                                        |                                                                   |                                        |
| 16                | 12                         | 10                                        |                                                                   |                                        |
| 17                | 10                         | 8                                         |                                                                   |                                        |
| 18                | 8                          | 6                                         |                                                                   |                                        |
| 19                | 6                          | 4                                         |                                                                   |                                        |
| 20                | 2                          | 2                                         |                                                                   |                                        |
| Pontos por etapas |                            |                                           |                                                                   |                                        |
| 1º                | 20                         | 16                                        | 6                                                                 |                                        |
| 2                 | 10                         | 8                                         | 4                                                                 |                                        |
| 3                 | 6                          | 4                                         | 2                                                                 |                                        |
| 4                 | 4                          | 2                                         | 1                                                                 |                                        |
| 5                 | 2                          | 1                                         | 1                                                                 |                                        |

## Resultados
| Ano  | Classificação individual | Classificação por equipas | Classificação por nações |
| 2009 | Alberto Contador (AST)   | Astana Pro Team           | Espanha                  |
| 2010 | Joaquim Rodríguez (KAT)  | Team Saxo Bank            | Espanha                  |